# Hajabusza–2
A Hajabusza–2  (japán írással: はやぶさ2, magyarul Vándorsólyom) japán aszteroida-kutató űrszonda, amely 2014-ben indult. A célpont a 162173 Ryugu (korábbi neve: 1999 JU3), egy széntartalmú, azaz C típusú aszteroida. A szonda fő missziója mintákat gyűjteni és azokat hazajuttatni, így segíteni a kutatóknak jobban megismerni a Naprendszer eredetét és evolúcióját. Az ionhajtóművel felszerelt Hajabusza–2 2018 közepén érkezett a kisbolygóhoz, ahol egy sor tudományos megfigyelést és műveletet végez, aztán sikeres misszió esetén 2020 végén tér vissza a Föld közelébe.
A küldetés teljes költsége mintegy 400 millió dollár, 150 millióval több az elődjénél. A költségvetés növekedése nem meglepő, mivel a Hajabusza-2-t egy H–IIA rakéta vitte a világűrbe, mely jóval nagyobb, mint az első szondánál használt M–5 hordozórakéta. Az új szonda emellett nagyobb terhet szállít és hosszabb megfigyelésre készül. Nagyjából egy évet tölt a 162173 Ryugunál, míg a Hajabusza csak három hónapig vizsgálta az Itokawát.
A küldetés félidejében, 2018 júniusában a Hajabusza–2 elérte és megközelítette tervezett célpontját, majd 2019. február 22-én sikeresen leszállt a Ryugu kisbolygón.
Az űrszonda 2020 végén ért vissza a Föld közelébe, ahol 220 ezer km távolságban levált róla a talajmintákat tartalmazó, 40 cm átmérőjű kapszula, ami a légkörbe érkezve felizzott, majd 10 km magasságban kinyílt az ejtőernyője és azzal ereszkedett tovább. A kapszula 2020. december 5-én ért földet Ausztráliában, lakatlan területen. A kapszula kétféle anyagmintát hordoz: az egyik az aszteroida felszínéről származik, a másik pedig kissé mélyebb rétegekből. Ez utóbbi azért fontos, mert kisebb mértékben érték kozmikus sugarak, tehát akár szerves anyagokat is tartalmazhat.
A Hajabusza-2 űrszonda a kapszula leválása után ismét távolodni kezdett a Földtől, és útnak indult egy másik, a Földhöz közeledő, „1998 KY26” aszteroidához, amelyet a tervek szerint 2030 körül ér el.